# Sint Eustatius National Marine Park

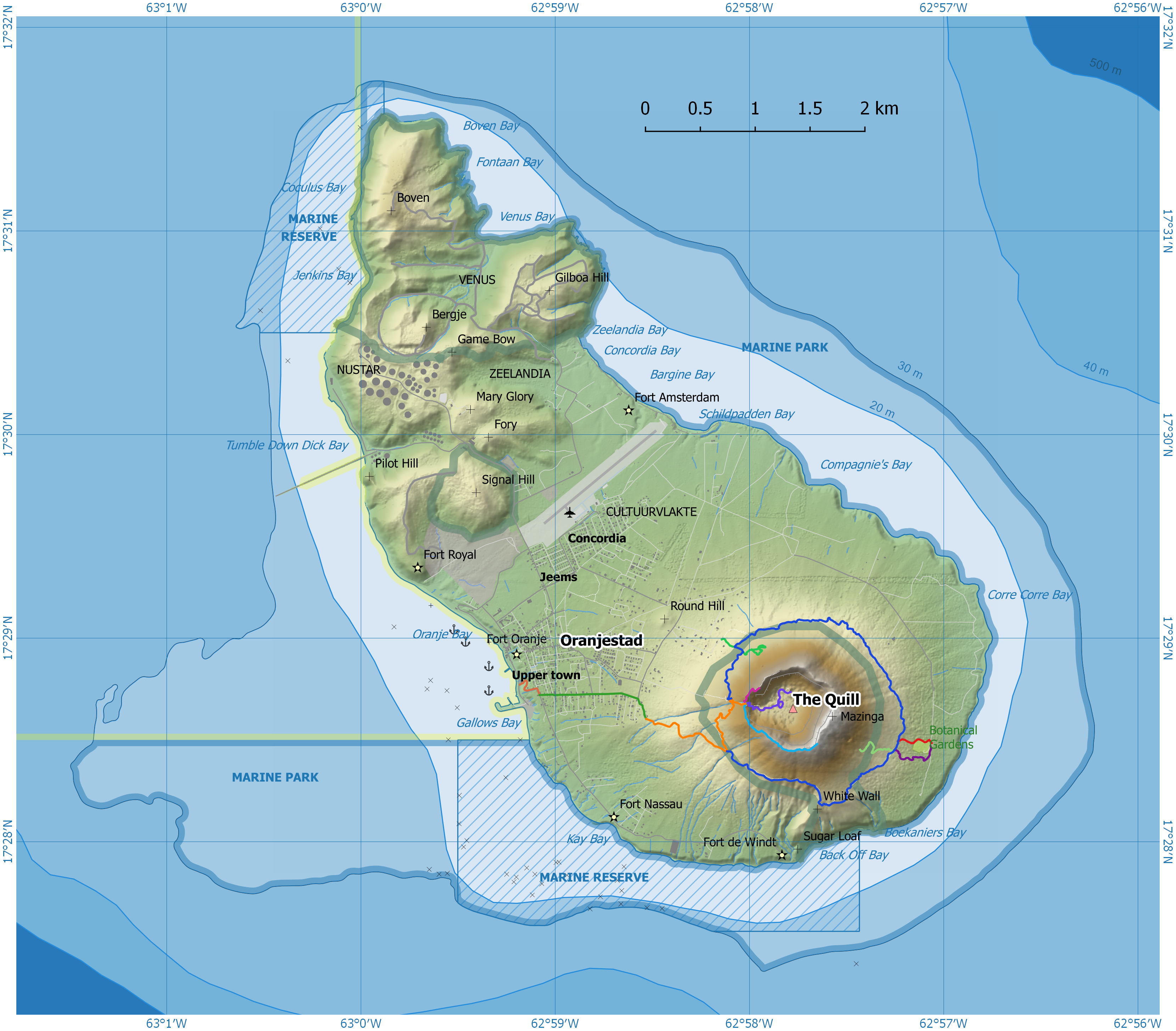
Sint Eustatius National Marine Park reikt tot de 30m dieptelijn. Havengebied in geel volgens Eilandverordening 2015

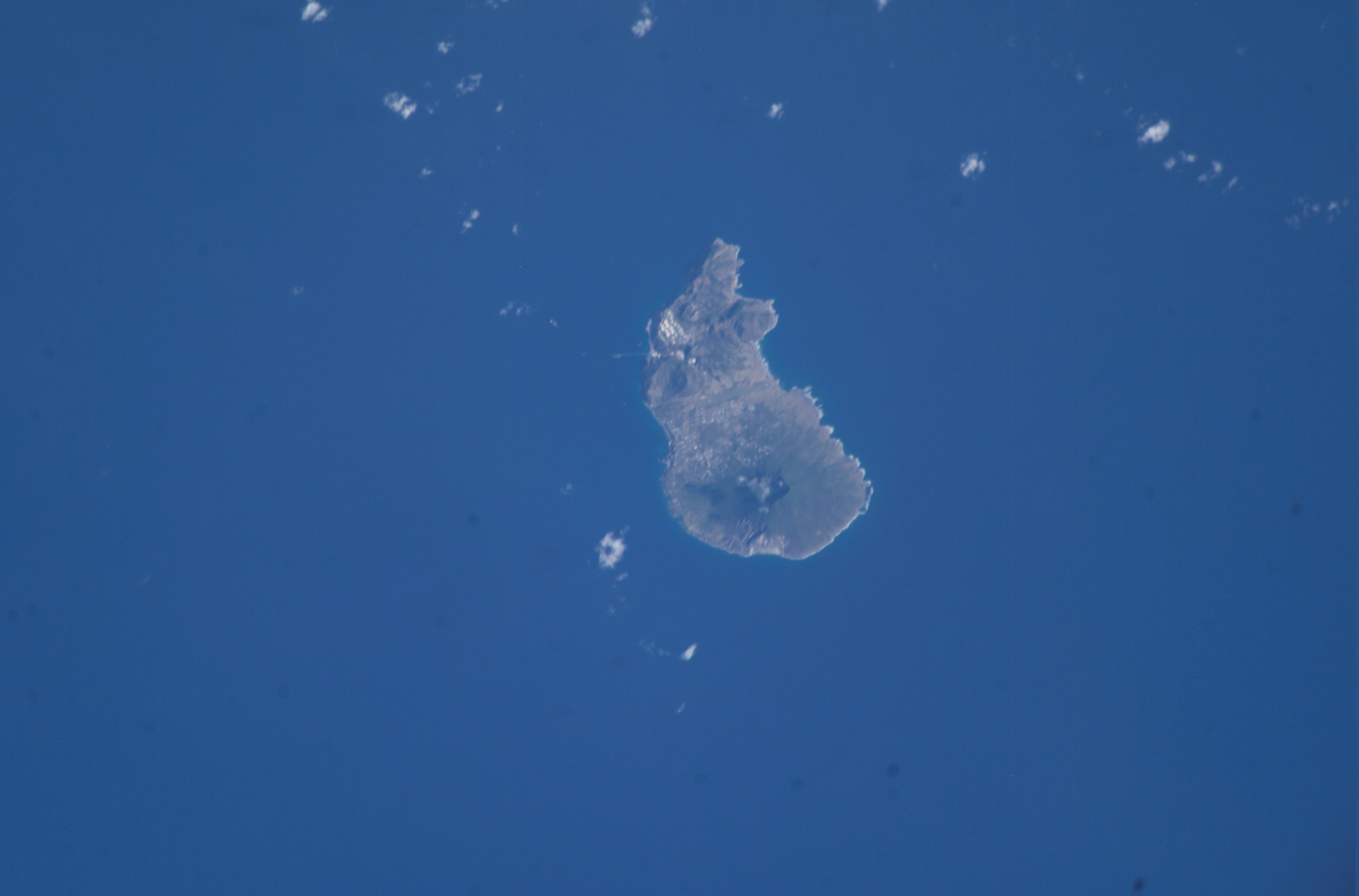
Sint Eustatius en omliggende wateren vanuit het Internationaal ruimtestation ISS

Het Sint Eustatius National Marine Park is een Nationaal Park dat rond het eiland Sint Eustatius in Caribisch Nederland gelegen is.
Het park werd in 1996 door de Nederlandse Antillen tot nationaal park aangewezen en besloeg bij stichting 27,5 km². Het heeft een uiterste diepte van 30 meter. Het park is beschermd onder het SPAW protocol. Binnen het park zijn twee zeereservaten aangewezen waar niet gevist mag worden en waar geen boten voor anker mogen gaan ("no taking, no anchoring"). Aansluitend op het Boven National Park op het land is dit de Northern Marine Reserve en deels aansluitend op het Quill National Park op het land de Southern Marine Reserve. Het beheer wordt uitgevoerd door de St Eustatius National Parks Foundation (STENAPA).
Er komen drie typen koraalrif voor: natuurlijke riffen zich op lavastromen gevormd hebben, en kunstmatige riffen die gegroeid zijn op scheepwrakken en ruïnes van verzonken pakhuizen. Er komen veel koralen, sponzen en zee-egels (Diadema antillarum) voor. Tussen de wrakken zwemmen Grote barracuda's (Sphyraena barracuda). Sinds 2002 is er een programma om schildpadden te beschermen.